# Champigny-sur-Marne

Położenie Champigny-sur-Marne w ramach aglomeracji paryskiej

Champigny-sur-Marne (wymowaⓘ) – miejscowość i gmina we Francji, w regionie Île-de-France, w departamencie Dolina Marny.
Według danych na rok 1990 gminę zamieszkiwało 79 486 osób, a gęstość zaludnienia wynosiła 7034 osób/km² (wśród 1287 gmin regionu Île-de-France Champigny-sur-Marne plasuje się na 11. miejscu pod względem liczby ludności, natomiast pod względem powierzchni na miejscu 313.).

## Miasta partnerskie
- Bernau bei Berlin, Niemcy
- Rosignano Marittimo, Włochy
- Musselburgh, Szkocja
- Jalapa, Nikaragua
- Alpiarça, Portugalia